# Consuelo Crespi
Consuelo Pauline O'Brien O'Connor Crespi (Larchmont, 31 maggio 1928 – New York, 18 ottobre 2010) è stata una giornalista e modella statunitense di origine italiana, editor di Vogue e direttrice di Vogue Italia.

## Biografia
Nata a Larchmont, nello stato di New York, crebbe in Nuova Scozia e fu notata come modella quando tornò a New York con la madre e la sorella gemella Gloria, tanto che apparì sulla copertina della rivista Look nel 1945. Fu introdotta nella società come debuttante nel 1947 e conobbe Rudy Crespi, nipote dell'imprenditore conte Rodolfo Crespi durante un appuntamento al buio in un ristorante della Grande Mela. I due si sposarono il 22 gennaio 1948 nella chiesa di Sant'Ignazio di Loyola nell'Upper East Side di Manhattan e Consuelo assunse così il titolo di contessa. La coppia ebbe due figli: Brando e Pilar.

### Ambasciatrice della moda italiana nel mondo
Le sue scelte editoriali, così come le personali scelte stilistiche dei suoi outfit, resero Consuelo una figura molto influente nel mondo della moda. Fu tra le protagoniste del jet set internazionale, tanto che lo stilista Roberto Capucci la definì ambasciatrice della moda italiana nel mondo negli anni 1960 e '70. Fu lei a scoprire lo stilista Valentino e in Italia notò la bellezza delle modelle Benedetta Barzini e Veruschka. Anche Missoni e Fendi devono il loro lancio a Consuelo Crespi.
Nei primi anni '50 insieme al marito Rudy, apre a Roma l'Open Gate, un esclusivissimo locale situato a Via San Nicola da Tolentino accanto a Via Veneto, centro della Dolce vita romana.
I soci di quel Club erano aristocratici, stilisti, intellettuali, professionisti, attori, modelle, esponenti del mondo finanziario. Nel 1953 tenne a battesimo il cocktail/conferenza stampa tenuto dai designers Emilio Schuberth, Vincenzo Ferdinandi, Alberto Fabiani e le Sorelle Fontana per la fondazione del Sindacato Italiano Alta Moda. Nel Club si svolgevano inoltre periodicamente sfilate di moda e proiezioni di film in anteprima assoluta e nell’ambito di tale attività fu istituito il Premio cinematografico David di Donatello per il Cinema.
Fu Consuelo a spingere la stilista Irene Galitzine al debutto nelle sfilate di Palazzo Pitti nel 1959 e a lei si deve l'iniziale successo dello stilista Alberto Fabiani, grazie a una sua gonna indossata a New York di ritorno da uno dei suoi viaggi a Roma. Nel 1956 fu sulla copertina di Sports Illustrated e dal 1964 al 1966 fu direttrice di Vogue Italia dopo la carriera di editor nella rivista Vogue US e braccio destro di Diana Vreeland.
Nel 1966 partecipò al Black and White Ball organizzato da Truman Capote, classificandosi al terzo posto tra le donne meglio vestite secondo il New York Dress Institute dopo Wallis Simpson, duchessa di Windsor, e davanti alla regina Elisabetta II e Audrey Hepburn. Fu inoltre inserita nella International Best Dressed List.
Per i suoi lavori per Vogue Messico e Vogue Brasile coinvolse anche il marito Rodolfo. Nel 1975 lasciò definitivamente Roma e si trasferì a New York. Negli anni 1970 il Presidente della Repubblica Italiana Giovanni Leone le conferì l'onorificenza di Cavaliere del Lavoro per il suo contributo alla diffusione della moda italiana nel mondo.
Consuelo morì il 18 ottobre 2010 nel Mount Sinai Hospital a Manhattan a causa di un ictus all'età di 82 anni. La figlia Pilar continuò a lavorare per Vogue, mentre la nipote Chloé intraprese la carriera di fotografa di moda.